# 程谋义
程谋义（1985年02月24日—），中国足球运动员，现時效力于中超球队杭州绿城。
程谋义长期效力于浙江绿城队，2010年曾赴塞尔维亚联赛踢球。2012年回到中国，加盟福建骏豪队。2013年1月21日，签约重庆力帆。